# Évariste de Parny

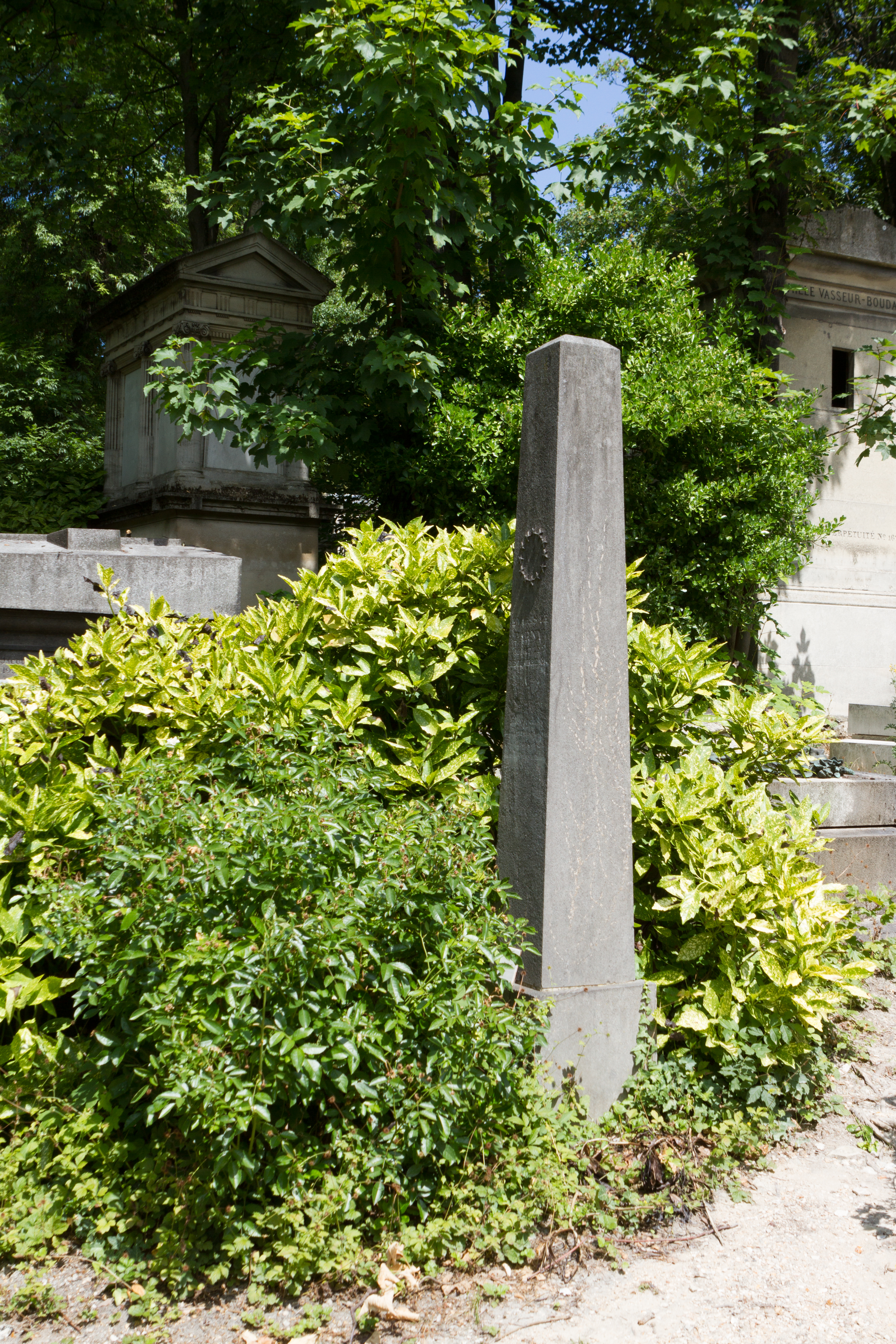
Grobowiec na cmentarzu Père-Lachaise w Paryżu

Évariste Desiré de Forges, vicomte de Parny (ur. 6 lutego 1753 w Reunion, zm. 5 grudnia 1814 w Paryżu) – francuski poeta epoki oświecenia.
W 1771 wstąpił do armii. W 1802 ożenił się z Marie-Francoise Vally. Wcześniej miał romans z Esther Lelievre, która zainspirowała  go do napisania i wydania pierwszych poezji. W 1803 został wybrany do Akademii, a w 1813 otrzymał pensję od cesarza Napoleona Bonapartego. Dzieła wybrane poety zostały opublikowane w 1827.
Poeta był popularny zarówno we Francji, jak i w Rosji. Jego lirykę wysoko cenił Aleksander Puszkin.

## Twórczość
- Voyage de Bourgogne, en vers et en prose, with Antoine de Bertin, 1777
- Épître aux insurgents de Boston, 1777
- Poésies érotiques, 1778
- Opuscules poétiques, 1779
- Élégies, 1784
- Chansons madécasses, 1787
- La Guerre des Dieux, poème en 10 chants, 1799
- Goddam!, poème en 4 chants, 1804
- Le Portefeuille Volé